# جان بابتيست مانهيس
جان بابتيست مانهيس (4 فبراير 1897 في ألفورفيل – 23 أبريل 1963) عداء فرنسي لمسافات طويلة. شارك في الألعاب الأولمبية الصيفية 1920 و1924.

## الإنجازات
| بتاريخ | مسابقة                    | مكان    | نتائج | المنافسة  | التوقيت                     |
| ------ | ------------------------- | ------- | ----- | --------- | --------------------------- |
| 1920   | الالعاب الاولمبية الصيفية | أنتويرب | 6     | 10000 متر | 32:26 0                     |
| 1924   | الالعاب الاولمبية الصيفية | باريس   | 12    | ماراثون   | 3 ساعات 00 دقيقة 34 ثانية 0 |

## روابط خارجية
- جان بابتيست مانهيس على موقع الاتحاد الفرنسي لألعاب القوى (الفرنسية)
- جان بابتيست مانهيس على موقع أوليمبيديا (الإنجليزية)